# Complexe synaptonémal

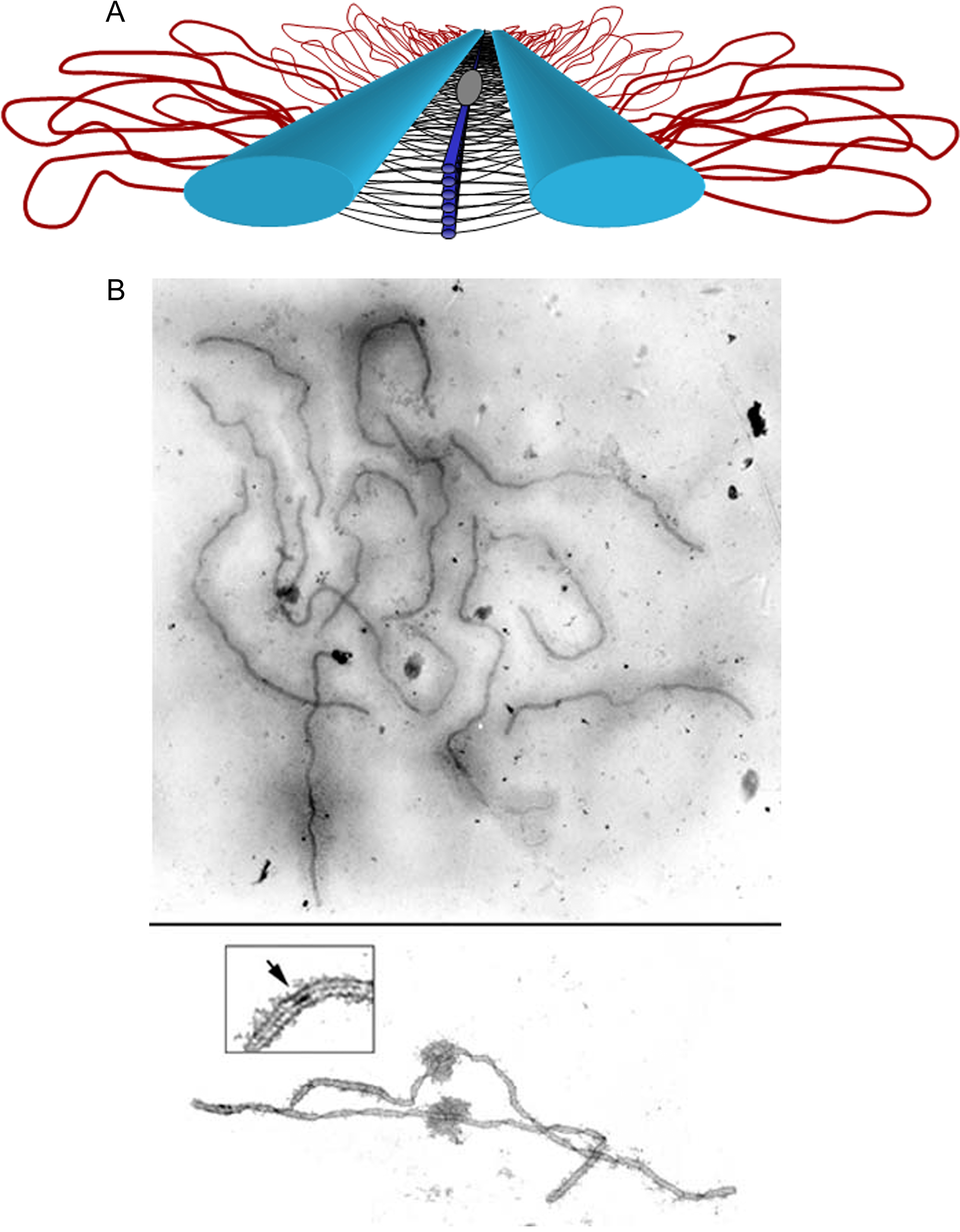

Le complexe synaptonémal est un complexe protéique permettant l’association des chromosomes homologues entre eux lors du stade Zygotène et plus précisément à la fin du Leptotène de la première division de méiose, cet appariement est un synapsis. L'appariement des chromatides homologues démarre sur l'enveloppe nucléaire et progresse le long des chromosomes « comme une fermeture éclair ».
En microscopie électronique, il apparaît constitué d'éléments latéraux parallèles, complexes de cohésines, et d'un élément central dense aux électrons relié aux précédents par des filaments transverses. On remarque également à certains endroits sur l'élément central des nodules de recombinaison, c'est aux endroits où se situent ces nodules que les chromatides vont s'enjamber (pour créer des enjambements) : les chiasmata sont donc dus à la présence de nodules de recombinaison, et il peut y en avoir plusieurs par chromosome. Cet appariement permet le brassage intra-chromosomique "crossing-over" lors du Pachytène.
Les protéines mises en jeu sont :
- Latéralement : une association de 4 types de protéine, la protéine Smc1 associée à Smc3, ainsi que Rec8 chaperonnée par hHR21 ;
- Transversalement : la protéine SYCP1.

(NB: Pluriel de chiasma : chiasmata)